# Neomelambrotus contumax
Neomelambrotus contumax är en insektsart som beskrevs av Bo Tjeder 1992. Neomelambrotus contumax ingår i släktet Neomelambrotus och familjen fjärilsländor. Inga underarter finns listade i Catalogue of Life.